# しずっぴー
しずっぴーとは静岡大学のマスコットキャラクターである。

## 来歴
- 2003年、大学のホームページを現在のものにリニューアルした際、バーチャルキャンパスのページに無名で登場。
- 2005年夏、このキャラクターの活用を決定。
- 2005年10月、約1ヶ月の名称募集キャンペーンの結果、静岡大学生や体験見学に訪れた高校生の応募221点の中から「しずっぴー」に決定。
- 2006年6月、商標登録出願。
- 2007年5月、商標登録証交付。

## グッズ
しずっぴーには広報用として以下のようなグッズがあり、また販売されているものもある。
- ストラップ
- キーホルダー
- しずっぴークリアファイル付きPPバック
- しずっぴーシャープペン
- しずっぴーリングノート
- しずっぴーストラップ
- しずっぴーうちわ
- しずっぴー腕章
- しずっぴーのぼり
- 静茶飴
- しずっぴー茶せんべい
- しずっぴー液晶画面クリーナー